# Kazimierz Prószyński

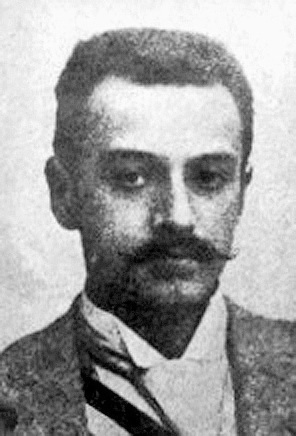
Kazimierz Prószyński

Kazimierz Prószyński (* 4. April 1875 in Warschau; † 13. März 1945 in KZ Mauthausen) war einer der ersten polnischen Kameraleute und Filmproduzenten des Übergangs vom 19. zum 20. Jahrhundert. Prószyński erfand den Pleographen und den Aeroscope.

## Leben
Prószyński wurde in Russisch-Polen geboren, war jedoch auch in Belgien, Frankreich, Großbritannien und den USA aktiv. 1894 baute er eine der ersten Kameras, den Pleographen. Mit ihm zeichnete er den ersten polnischen Film im Warschauer Łazienki-Park im Winter 1894 auf. 1909 erfand er den Aeroscope. 1918 kehrte er nach Polen zurück, wo er 1922 die Filmgesellschaft Oko gründete. Die Weltwirtschaftskrise machte ihm jedoch eine Massenproduktion seiner Erfindungen unmöglich. Während des Zweiten Weltkriegs wurde er mehrfach von der Gestapo verhaftet, zuletzt während des Warschauer Aufstandes im August 1944. Er starb im Konzentrationslager Mauthausen kurz vor dessen Befreiung. Prószyński gilt als Pionier des polnischen Films.

## Nachweise
- Władysław Jewsiewicki, Kazimierz Prószyński, Interpress, Warsaw 1974

| Personendaten    | Personendaten                            |
| ---------------- | ---------------------------------------- |
| NAME             | Prószyński, Kazimierz                    |
| KURZBESCHREIBUNG | polnisch Filmregisseur und Filmproduzent |
| GEBURTSDATUM     | 4. April 1875                            |
| GEBURTSORT       | Warschau, Russland                       |
| STERBEDATUM      | 13. März 1945                            |
| STERBEORT        | KZ Mauthausen                            |